# Luca Ansaloni
Luca Ansaloni (Bologna, 17 maggio 1967) è un ex cestista e allenatore di pallacanestro italiano.

## Carriera
Ex giocatore, tra gli anni ottanta e novanta ha militato in squadre di Serie A, tra le quali alcune di primissimo piano: Pallacanestro Cantù, Virtus Roma, Virtus Bologna, Viola Reggio Calabria, Aresium Milano, Messina, Trieste e Carife Ferrara.